# 狩獵和自然博物館

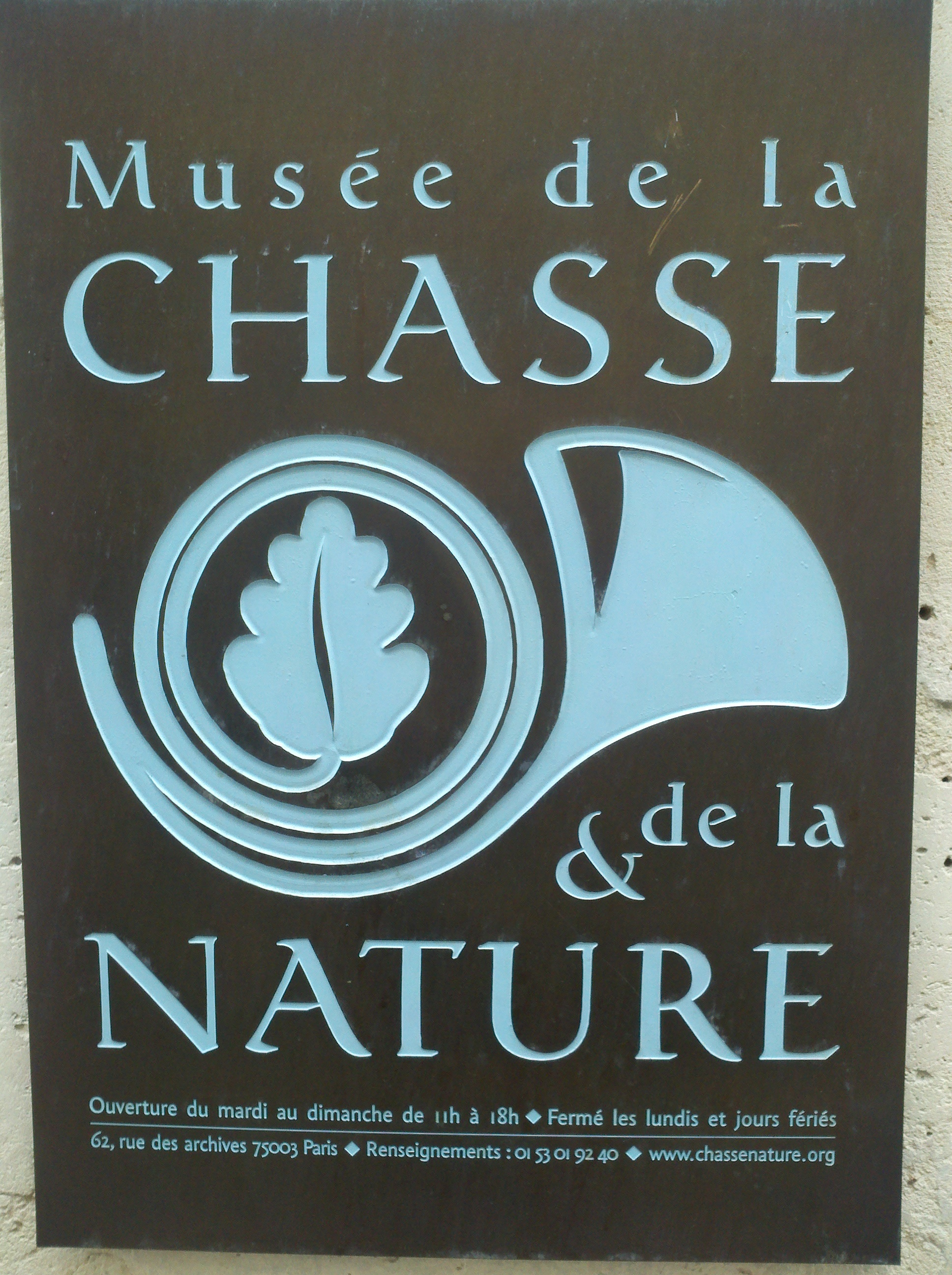

狩獵和自然博物館（法語：Musée de la Chasse et de la Nature）是位於法國首都巴黎第3區的一家博物館，除了週一和節假日之外每天開放。博物館主要介紹狩獵傳統和自然環境之間的關係"。

## 外部連結
- Official Site （页面存档备份，存于）

48°51′40″N 2°21′31″E / 48.86111°N 2.35861°E